# Stall, Kärnten
Stall  är en ort och kommun  i Österrike. Den ligger i distriktet Spittal an der Drau i förbundslandet Kärnten. 
Kommunen består av 15 orter (Ortschaften) (inom parentes invånarantal 1 januari 2024):

- Berg ob Stall (37)
- Gußnigberg (49)
- Gößnitz (73)
- Latzendorf (160)
- Obersteinwand (46)
- Pußtratten (131)
- Rakowitzen (121)
- Sagas (15)
- Schwersberg (75)
- Sonnberg (117)
- Stadlberg (5)
- Stall (472)
- Stieflberg (30)
- Untersteinwand (86)
- Wöllatratten (62)